# Camphypena
Camphypena é um gênero de traça pertencente à família Arctiidae.